# Thymus
Thymus es un género botánico con alrededor de 215 a 350 especies de hierbas y subarbustos perennes de la familia de las lamiáceas (antes, labiadas). Son nativas de las regiones templadas de Europa y Asia, África del Norte y Groenlandia.
Varios miembros del género son plantas aromáticas, entre los cuales el más conocido y especie tipo es Thymus vulgaris, que se cultiva como condimento, planta medicinal  y planta ornamental.

## Usos
En la antigua Grecia, el tomillo se utilizó como planta medicinal, para curar heridas de gravedad. Por otra parte, el tomillo se usó además en la Edad Media, como una planta medicinal muy valiosa, por ejemplo contra el asma o disnea. En nuestros días se utiliza el tomillo de muchas maneras diferentes. De las especies del género Timo se utilizan las hierbas secas o frescas, como fuente de aceites esenciales, igual que oleorresinas, como planta de jardín y como planta medicinal utilizada en la medicina popular, la homeopatía, y cada vez más en la medicina tradicional. Sin embargo, sólo una pequeña parte de las especies, precisamente Thymus mastichina, Thymus serpyllum, Thymus vulgaris y Thymus zygis son de importancia comercial. Para la producción de la droga farmacéutica (timos herba) de acuerdo con la Farmacopea Europea, se permite el uso de dos tipos de Thymus, T. vulgaris y T. zygis o una mezcla de ambos.
De acuerdo a los datos de la Base de Datos Española de Composición de Alimentos es un alimento rico en hierro, aportando 123,6 miligramos por cada 100 gramos de porción comestible.

### Uso culinario

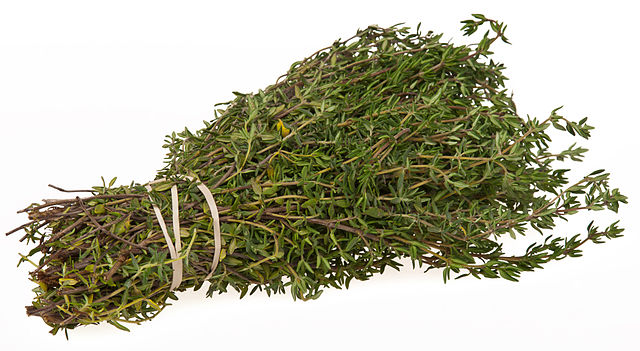
El tomillo es utilizado comúnmente en la cocina mediterránea

El tomillo es una hierba aromática bastante habitual en la cocina mediterránea. Debido a su intenso olor y característico sabor se utiliza en diferentes elaboraciones, y es un elemento familiar en estofados, parrillas, escabeches, adobos, marinados y aliños (por ejemplo, para las aceitunas), que aporta, además de sus características organolépticas, propiedades digestivas. Se puede utilizar tanto fresco como seco, dependiendo de la receta.
En España es un ingrediente que forma parte de la catalana sopa de “farigola”, y en la cocina extremeña se usa como adobo de la carne. En la cocina francesa es un componente básico del bouquet garni, además de formar parte de la mixtura denominada hierbas provenzales o hierbas de Provence. En Italia es un ingrediente tradicional en algunas de las variedades de focaccia. También se utiliza ampliamente en la cocina caribeña y en Oriente Medio (Jordania, Líbano, Israel, Palestina), donde se usa la mezcla de especias e hierbas llamada zataar, que contiene tomillo como uno de sus componentes fundamentales, mixtura que luego se usa como una pasta para aliñar o hacer cacki en numerosas preparaciones. En Estados Unidos, el pollo preparado al estilo Kentucky lleva tomillo entre las hierbas y especias que aportan fragancia a la preparación.

## Historia
Los antiguos egipcios utilizaban esta hierba en los embalsamamientos. Los griegos la utilizaban en sus baños y la quemaban como incienso en sus templos. Se cree que su extensión por toda Europa se debe a los romanos y el uso que de él hacían para purificar sus viviendas. 
En la Edad Media, las mujeres frecuentemente daban a sus caballeros y a los guerreros regalos en los que incluían hojas de tomillo, ya que creían que con esto aumentaban el coraje del portador. El tomillo también se usaba como incienso en los funerales y se ponía también en el ataúd con lo que suponían asegurar un buen tránsito a la próxima vida.

## Taxonomía
El género fue descrito por Carlos Linneo y publicado en Species Plantarum 2: 590. 1753. La especie tipo es Thymus vulgaris L.
Etimología
Thymus: nombre genérico que deriva de las palabras griegas: thymon, thymos, que es el nombre dado a estas plantas. Probablemente deriva de thyein, que significa olor, aroma, aludiendo a una característica de estas plantas.

## Especies

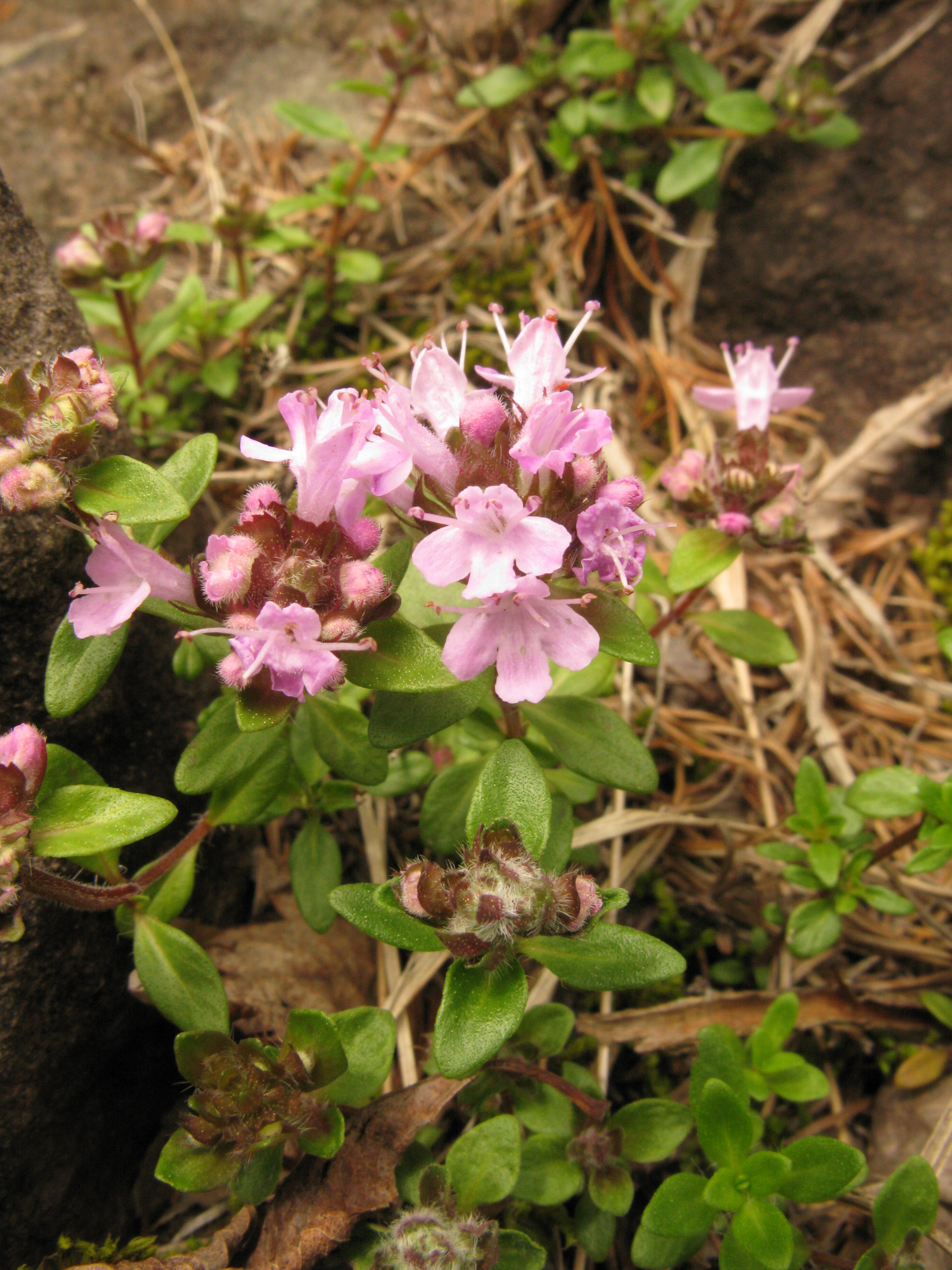
Flores de Thymus quinquecostatus

El género posee cerca de 350 especies, entre ellas:
- Thymus albicans
- Thymus adamovicii
- Thymus bracteosus
- Thymus broussonetii
- Thymus caespititius
- Thymus camphoratus
- Thymus capitatus
- Thymus capitellatus
- Thymus carnosus
- Thymus cephalotus
- Thymus cherlerioides
- Thymus cilicicus
- Thymus cimicinus
- Thymus citriodorus (tomillo limón)
- Thymus comosus
- Thymus comptus
- Thymus doerfleri
- Thymus glabrescens
- Thymus herba-barona
- Thymus hirsutus
- Thymus hyemalis
- Thymus integer
- Thymus leucotrichus
- Thymus longicaulis
- Thymus longiflorus
- Thymus maroccanus
- Thymus mastichina (tomillo blanco)
- Thymus mastigophorus (tomillo picante)
- Thymus membranaceus
- Thymus moroderi
- Thymus nummularis
- Thymus odoratissimus
- Thymus pallasianus
- Thymus piperella
- Thymus praecox
- Thymus pulegioides
- Thymus quinquecostatus
- Thymus richardii
- Thymus serpyllum
- Thymus striatus
- Thymus thracicus
- Thymus villosus
- Thymus vulgaris
- Thymus zygis (tomillo salsero)
  - Thymus zygis subsp. gracilis